# Arthur Guinness
Pour les articles homonymes, voir Guinness (homonymie).
Arthur Guinness, né le 24 septembre 1725 à Celbridge et mort le 23 janvier 1803 à Dublin, est un brasseur et homme d'affaires irlandais. Il est le fondateur de la brasserie irlandaise Guinness en 1759.

## Biographie
Arthur Guinness naît à Celbridge dans le comté de Kildare le 24 septembre 1725. Il est le fils de Richard Guinness et d'Elisabeth Read et a un frère dénommé Richard. Son père, issu d'une classe plutôt modeste, loue un logement au sein de la James Carbery's malt house and bewery et travaille pour le Dr Arthur Price dans sa riche demeure de Oakley Park. Price est au moment de la naissance d'Arthur le vicaire de Celbridge. Il deviendra plus tard en 1744 l'archevêque de Cashel. En 1742, dix ans après le décès de sa première épouse, Richard Guinness se remarie avec Elisabeth Clare qui est la tenancière d'une auberge, la White Hart Inn.

## St James's Gate
Arthur Guinness aurait signé un bail de 9 000 ans lorsqu'il a installé son usine près de la Liffey à Dublin.